# Aramatleqo
Wadjkare Aramatleqo là một vị vua của vương quốc Kush, cai trị trong khoảng năm 568 - 555 TCN.

## Tiểu sử

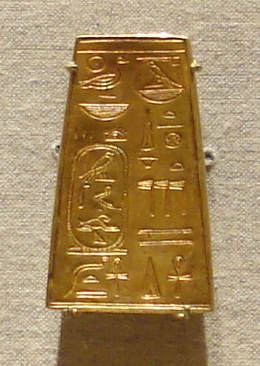
Mặt dây chuyền của Aramatleqo

Aramatleqo và vợ ông, vương hậu Amanitakaye (Nu.26), có thể là con của vua Aspelta với Henuttakhebit. Vua Malonaqen kế vị sau đó là con của Aramatleqo và Amanitakaye, do nhiều kỷ vật có khắc cùng tên của hai vị vua này.
Ngoài Amanitakaye, Aramatleqo còn một số bà vợ khác, là Atamataka (Nu.55), Piankh-her (Nu.57), Maletasen (Nu.39), Akheqa ? (chị em với Aramatleqo, Nu.38).

## Chứng thực
Aramatleqo chỉ được biết đến qua ngôi mộ Nu.9 tại Nuri của ông. Nhiều kỷ vật có mang tên nhà vua được tìm thấy tại Meroe, kinh đô mới của Kush và tại mộ của ông. Nổi bật trong số đó là bức tượng cụt đầu bằng đá granite của Aramatleqo và mặt dây chuyền bằng vàng có khắc tên ông.